# Coupe du Portugal de football 1997-1998
Navigation
1996-1997 1998-1999

La Coupe du Portugal de football 1997-1998 est la 58e édition de la Coupe du Portugal de football, considéré comme le deuxième trophée national le plus important derrière le championnat. 
La finale est jouée le 24 mai 1998, à l'Estádio Nacional do Jamor, entre le FC Porto et le SC Braga. Porto remporte son neuvième trophée en battant Braga 3 à 1. Le FC Porto réussi cette saison le doublé coupe-championnat, le SC Braga se qualifie pour la Coupe d'Europe des vainqueurs de coupe de football 1998-1999 en tant que finaliste de la Coupe nationale.

## Finale
| 24 mai 1998 | FC Porto         | 3 - 1   | SC Braga | Estádio Nacional do Jamor |                           |
|             |                  | (2 - 0) |          | Arbitrage : Jorge Coroado | Arbitrage : Jorge Coroado |
|             | Feuille de match |         |          | Arbitrage : Jorge Coroado | Arbitrage : Jorge Coroado |